# Normalplan för undervisningen i folkskolor och småskolor (1889)
Normalplan för undervisningen i folkskolor och småskolor  var en normalplan för småskolorna och folkskolorna i Sverige. Den infördes 1889.

### Fotnoter
1. ↑  ”Kursplaner Grundskola - obligatoriska skolväsendet”. Nationellt centrum för matematikutbildning. 8 maj 2009. Arkiverad från originalet den 23 juli 2015. https://web.archive.org/web/20150723042006/http://ncm.gu.se/node/3605. Läst 22 juli 2015.